# Refuge de la Noire
Le refuge de la Noire, ou refuge Borelli-Pivano, est un refuge du versant italien du massif du Mont-Blanc, sur la commune de Courmayeur.

## Localisation
Il est situé à 2 316 mètres d'altitude, sous un surplomb de la paroi Sud du mont Noir de Peuterey, à l'extrémité orientale du cirque glaciaire suspendu appelé Fauteuil des Allemands et compris entre les arêtes Sud et Est de l'aiguille Noire de Peuterey.

## Accès
Il s'atteint en 2 h 30 par un sentier équipé de chaînes et d'échelles, depuis le hameau de Peuterey.

## Histoire
Un premier refuge en bois de 8-10 places, appelé refuge de la Noire fut inauguré le 22 juillet 1923. Il a été agrandi puis reconstruit en 1937, 1950, 1969 et 1981. Il a été renommé en 1952 en l'honneur de Lorenzo Borelli (1878-1936), président en 1922-23 du Club alpin académique italien, et en 1969 de l'alpiniste de Bielle Carlo Pivano, tué par une chute de pierre en 1963, à la descente du Nevado Sahuasiray, lors d'une expédition dans les Andes.

## Ascensions
C'est le point de départ pour l'aiguille Noire de Peuterey, par la voie normale de l'arête Est et surtout par l'arête Sud, qui est l'une des grandes escalades classiques des Alpes, et la première section de l'arête intégrale de Peuterey, qui mènent au sommet du mont Blanc. On peut également rejoindre le refuge Monzino par le col des Chasseurs (2 741 mètres).